# TVK SM
TVK SM (Telewizja Kablowa Spółdzielni Mieszkaniowej w Grudziądzu) – polski operator telekomunikacyjny działający na terenie Grudziądza. 
Pod względem prawnym TVK SM jest jednostką organizacyjną (Dział Telewizji Kablowej) należącą do Spółdzielni Mieszkaniowej w Grudziądzu. Oferuje dostęp do telewizji cyfrowej, szerokopasmowy dostęp do Internetu oraz usługę telefonii stacjonarnej.
Firma jest 14. największym operatorem telekomunikacyjnym w Polsce pod względem liczby abonentów TV oraz 16. pod względem liczby abonentów z dostępem do Internetu.
Operator posiada koncesję wydaną przez Krajową Radę Radiofonii i Telewizji na rozpowszechnianie w sieciach telekomunikacyjnych kanału informacyjno-publicystycznego o nazwie TVSM.

## Historia

### Działalność telekomunikacyjna
W 1991 roku firma Video-Sat z Dzierżoniowa zaproponowała mieszkańcom Spółdzielni budowę sieci kablowej, jednak nie wywiązała się z obietnic. Realizację projektu powierzono firmie Petrus z Chojnic. Początkowo wykorzystano instalację AZART. Pierwszy sygnał telewizji kablowej, obejmujący 12 programów (w tym TVP1, TVP2 oraz niemieckojęzyczne kanały satelitarne), odbierali mieszkańcy osiedla Kopernika przed świętami Bożego Narodzenia. Dodatkowo dostępna była lokalna telegazeta przygotowywana na komputerze Amiga.

Logo operatora w latach 2002-2011

W 1992 roku podpisano umowę z Telekomunikacją Polską S.A. na dzierżawę ponad 5 tysięcy metrów kanalizacji, która z czasem wzrosła do ponad 9 tysięcy metrów. Sieć telewizji kablowej rozszerzono na osiedla Strzemięcin, Śródmieście i Rządz.
W 1993 roku telewizja kablowa wprowadziła program lokalny. Zasięg sieci objął również osiedle Lotnisko.
W latach 1994–1998 przeprowadzono modernizację sieci, zmieniając układ szeregowy na gwiaździsty. Utrzymanie i eksploatację instalacji zlecono firmie Horyzont.
W 2000 roku wprowadzono pakietyzację kanałów telewizyjnych. Długość dzierżawionej od Telekomunikacji Polskiej S.A. kanalizacji teletechnicznej dla Spółdzielni przekroczyła 43 km.
W 2002 roku zakończono testy urządzeń umożliwiających dostęp do Internetu przez sieć telewizji kablowej. Od listopada rozpoczęto sprzedaż tej usługi abonentom, a obsługę oraz serwis techniczny powierzono firmie Horyzont.
W 2005 roku rozpoczęto budowę własnej kanalizacji teletechnicznej na potrzeby telewizji kablowej, obejmując nią obszary starego i nowego Rządza oraz magistralę Kalinkowa 24 - Strzemięcin. Podpisano także umowę z OPEC Grudziądz Sp. z o.o. na obsługę transmisji danych z jej węzłów cieplnych.
W 2006 roku kontynuowano budowę własnej kanalizacji teletechnicznej dla telewizji kablowej, realizując łącznie około 3,56 km nowej infrastruktury.

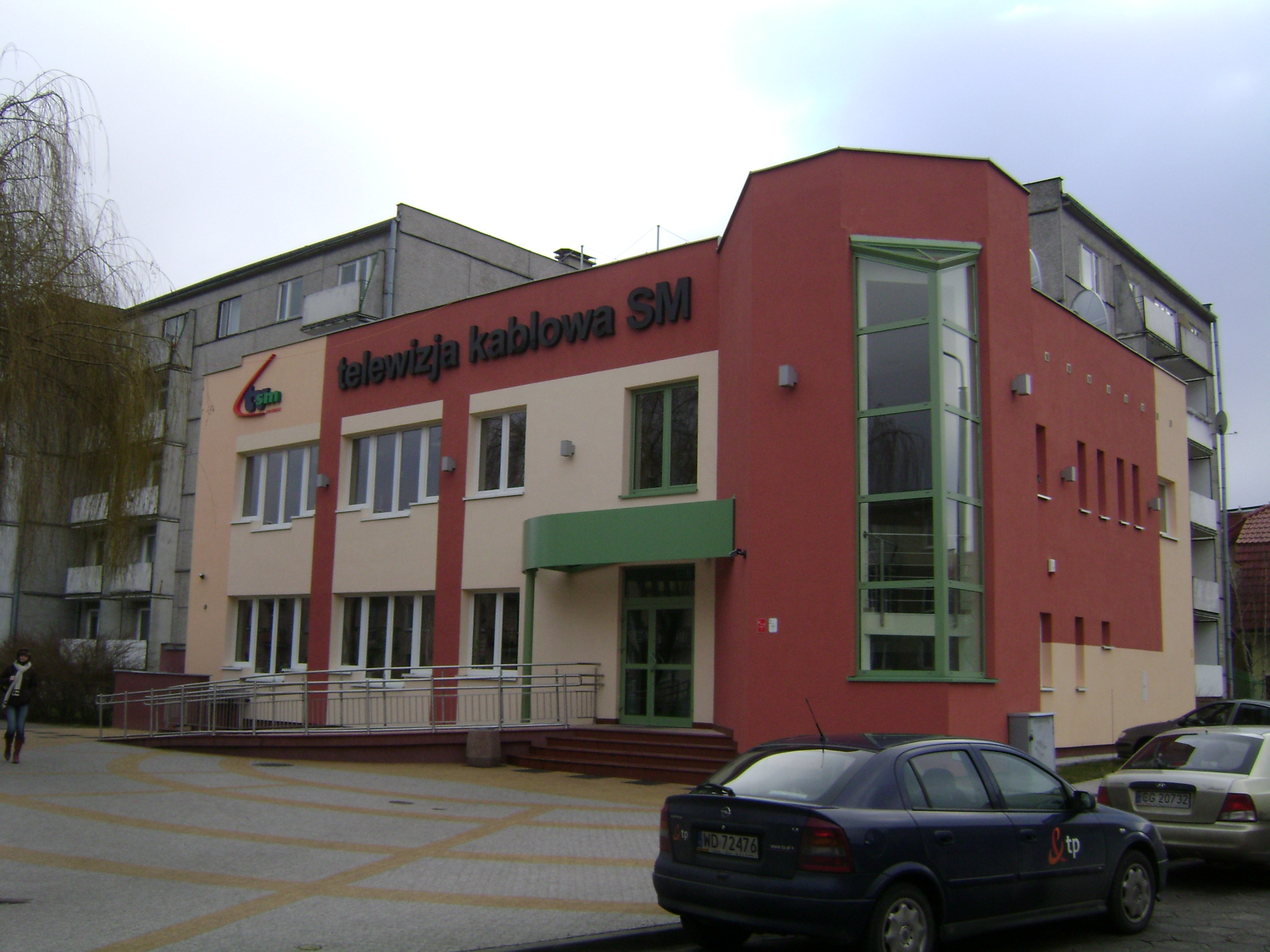
Biuro Obsługi Abonenta przed zmianą logo (2008 rok)

W kwietniu 2007 roku uruchomiono cyfrową stację czołową przy ul. Kalinkowej 24, która poprawiła jakość reemisji programów i miała ostatecznie zastąpić analogową stację. 1 października 2007 roku Dział Telewizji Kablowej przeniósł się do nowej siedziby przy ul. Piotra Skargi 1, a 5 listopada rozpoczęto działalność Biura Obsługi Abonenta, które wcześniej obsługiwało PUH Horyzont. Zrealizowano także budowę kanalizacji na osiedlach Strzemięcin i Lotnisko. Dodatkowo, Spółdzielnia rozpoczęła testy techniczne telefonii głosowej, planując jej wdrożenie.
W 2008 roku kontynuowano rozbudowę własnej kanalizacji teletechnicznej, osiągając łączną długość 35,44 km. Spółdzielnia nadal dzierżawi około 40 km kanalizacji od firm zewnętrznych. Po zakończeniu budowy pola antenowego na budynku przy ul. Piotra Skargi 1, cyfrowa stacja czołowa została przeniesiona z ul. Kalinowej 24 na ul. Piotra Skargi 1. Od listopada do grudnia przeprowadzono akcję podpisywania umów z abonentami, którzy dotychczas płacili za telewizję kablową w ramach czynszu.
W 2009 roku Spółdzielnia nawiązała współpracę z firmą AKPA, podpisując umowę na dostarczanie treści do elektronicznego przewodnika po programach (EPG). Na początku grudnia zainaugurowano sprzedaż nowej usługi telefonii stacjonarnej abonentom.
W 2014 roku rozpoczęto testy telewizji hybrydowej HbbTV, jednocześnie kontynuując rozbudowę i modernizację sieci w technologii Fiber Deep.
Od marca 2015 roku udostępniono bezpłatnie usługę telewizji hybrydowej HbbTV. Jesienią uruchomiono pierwszy punkt dostępu do darmowego Internetu (hotspot) w Parku Miejskim przy ul. Hallera.
W 2021 roku światłowód dociera do większości budynków wielorodzinnych oraz do części zabudowy jednorodzinnej. Oprócz stosowanej i systematycznie rozwijanej technologii EuroDocsis (w architekturze FTTB) coraz więcej abonentów korzysta z usług poprzez pasywną sieć optyczną GPON (w architekturze FTTH).

## Usługi

### Telewizja
Usługodawca oferuje sygnał cyfrowy do ponad 170 kanałów telewizyjnych, w tym ponad 130 w jakości HD oraz jeden w jakości 4K.
Niektórzy abonenci nadal mają dostęp do telewizji analogowej, mimo że operator zaprzestał zawierania nowych umów na usługę w tej technologii. 

### Internet
Od 2002 roku TVK SM świadczy usługę szerokopasmowego dostępu do Internetu wykorzystując technologie DOCSIS (w architekturze FTTB). Operator na bieżąco modernizuje sieć umożliwiając korzystanie z usług poprzez pasywną sieć optyczną GPON (w architekturze FTTH). Oferta dla abonentów indywidualnych obejmuje pakiety z przepustowościami pobierania do 900 Mb/s i wysyłania do 200 Mb/s. Dla abonentów biznesowych operator przygotowuje ofertę z dostosowaną przepustowością do potrzeb danego przedsiębiorstwa. 
Nieliczne pakiety internetowe zawierają usługę dostępu do Internetu mobilnego LTE opartej na sieci Orange.

### Telefon
W 2009 roku operator uruchomił usługę telefonii stacjonarnej, z której korzysta ponad 2 tysiące abonentów.

### TVSM Online
Sprzedaż dostępu do premierowych materiałów kanału telewizyjnego TVSM w formie online rozpoczęła się w 2023 roku. Subskrybenci usługi posiadają możliwość oglądania treści wideo niezależnie od miejsca zamieszkania.